# Wajasari
Wajasari is een bestuurslaag in het regentschap Kebumen van de provincie Midden-Java, Indonesië. Wajasari telt 1128 inwoners (volkstelling 2010).